# فرنك دومولين
فرنك دومولين (بالفرنسية: Franck Dumoulin)‏ هو لاعب رماية فرنسي، ولد في 13 مايو 1973 في دينين في فرنسا.

## وصلات خارجية
- فرنك دومولين على موقع الاتحاد الدولي (الإنجليزية)
- فرنك دومولين على موقع أوليمبيديا (الإنجليزية)
- فرنك دومولين على موقع اللجنة الأولمبية الفرنسية (مؤرشف) (الفرنسية)